# Військово-медичний клінічний центр Центрального регіону
Військово-медичний клінічний центр Центрального регіону (ВМКЦ ЦР) — військово-медичний заклад (шпиталь) у місті Вінниця, одна з провідних установ охорони здоров'я Міністерства оборони України. Є багатопрофільним клінічним, лікувально-діагностичним та науковим центром в якому лікуються військовослужбовці, ветерани Збройних Сил, та всі охочі цивільні пацієнти.
ВМКЦ Центрального регіону координує і забезпечує надання медичної допомоги військовослужбовцям в шістьох областях України (Вінницькій, Хмельницькій, Черкаській, Житомирській, Кіровоградській, частково Київській).
ВМКЦ Центрального регіону — єдиний та головний в Збройних Силах медичний заклад, що здійснює аеромедичну евакуацію та проводить стаціонарно лікарсько-льотну експертизу, медичну реабілітацію та відновлювальне лікування льотного складу.

## Історія

### Військовий госпіталь у XX столітті
В 1955 році у Вінниці відкрили будинок відпочинку офіцерського складу Прикарпатського Військового округу на 100 ліжок.

### Роки незалежності
1991—1993 — Вінницький військовий санаторій ВПС СРСР.
1993—1994 — Вінницький військовий клінічний санаторій ВПС ЗС України.
1991—1996 — Вінницький військовий клінічний санаторій — науково-методичний центр курортології та фізіотерапії.
1996—1997 — Вінницький Центр медичної реабілітації і фізіотерапії ЗС України.
1997—2004 — Вінницький військово-медичний центр ВПС України.
2004—2009 — Вінницький Військово-медичний центр ПС України.
2009– по т/ч — Військово-медичний клінічний центр Центрального регіону (м. Вінниця)
У 2007 році відповідно до «Концепції розвитку військової медицини» в Вінниці при Військово-медичному клінічному центрі Центрального регіону була сформована військова частина А0206 або 59-й військовий мобільний госпіталь (59 ВМГ).

## Структура (до 2020 р.)
- 10-й військовий шпиталь (м. Хмельницький, в/ч А2339):
  - 7-ма окрема автомобільна санітарна рота (в/ч А1056, пп В2581)
- 409-й військовий госпіталь (м. Житомир, в/ч А1065)
- 762-й військовий госпіталь (Київська обл., м. Біла Церква, в/ч А3122)
- 54-й військовий лазарет (Кіровоградська обл., в/ч А0945)
- 59-й мобільний військовий госпіталь (м. Вінниця, в/ч А0206)
- 1314-й медичний склад (Вінницька обл, Барський р-н, с. Балки, в/ч А1603)
- 1445-та військова поліклініка (Хмельницька обл., м. Старокостянтинів, в/ч А3267)
- Центр медичної реабілітації та санаторного лікування «Хмільник» (Вінницька обл., м. Хмільник, в/ч А1168)

## Керівництво
Начальники Військово-медичного клінічного центру:
- генерал-майор м/с Мельник Петро Степанович (1991—2006)
- директор Колесюк Віталій Степанович (2006 — 2009)[1]
- полковник м/с Петрук Сергій Олександрович (2010 — 2017)[3]
- полковник м/с Завроцький Олександр Іванович (2017 — 2020)
- полковник м/с Пашковський Сергій Миколайович (2020 — по т.ч.)